# Fuhe (socken i Kina, Hunan)
Fuhe (kinesiska: 复和, 复和乡) är en socken i Kina. Den ligger i provinsen Hunan, i den södra delen av landet, omkring 230 kilometer söder om provinshuvudstaden Changsha. Antalet invånare är 19359. Befolkningen består av 9 314 kvinnor och 10 045 män. Barn under 15 år utgör 22,0 %, vuxna 15-64 år 69 %, och äldre över 65 år 7,0 %.
Genomsnittlig årsnederbörd är 1 800 millimeter. Den regnigaste månaden är augusti, med i genomsnitt 276 mm nederbörd, och den torraste är oktober, med 25 mm nederbörd.